# Gene Tunney
Gene Tunney, egentligen James Joseph Tunney, född 25 maj 1897 i New York, död 7 november 1978 i Greenwich, Connecticut, var en amerikansk proffsboxare och världsmästare i tungvikt 1926–1928, främst känd för sina två segrar över nationalidolen Jack Dempsey 1926 och 1927.

## Boxningskarriär
Tunney, som hade ett förflutet inom marinkåren, blev 1922 amerikansk mästare i lätt tungvikt men förlorade redan samma år titeln till Harry Greb i sin karriärs första och, skulle det visa sig, enda förlust. Han återtog dock titeln i returmatchen 1923 och försvarade den samma år framgångsrikt i ytterligare en match mot Greb. Efter att ha försvarat titeln 1924 mot Jeff Smith bestämde sig Tunney för att det var dags att gå upp i tungvikt.

### Världsmästare efter chockvinst
Tunney chockade boxningsexpertisen 23 september 1926 genom att inför en storpublik på ca 120 000 personer, den dittills största i boxningshistorien, utan större problem besegra regerande tungviktsvärldsmästaren Jack Dempsey på poäng i en 10-rondersmatch om titeln. Returmatchen 1927 gick till historien som matchen med "den långa räkningen", The long count fight. Dempsey slog i den sjunde ronden ner Tunney men hade glömt den då nya regeln om att den stående boxaren måste gå till en neutral ringhörna innan ringdomaren börjar räkna. Ringdomaren avbröt därför sin räkning, ledde Dempsey till neutral ringhörna, och började sedan om räkningen i stället för att fortsätta där den avbrutits. Resultatet blev att Tunney, som för första gången i sin karriär fått syna golvet, fick 14-17 sekunder för återhämtning i stället för nio. Tunney, å sin sida, hävdade efteråt att han hade kunnat komma upp tidigare än på 9 men att han bara hade följt domarens räkning för att få extra vila. I följande rond hade Tunney nere Dempsey för en kort räkning och höll sig sedan undan utmanarens sluggerboxning resten av matchen för att åter vinna på poäng efter 10 ronder.

### Slutet

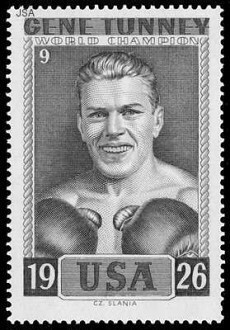
Tunney som frimärke

Gene Tunney försvarade sin titel en enda gång till; mot Tom Heeney, och drog sig samma år (1928) tillbaka som obesegrad mästare.
Hans officiella matchstatistik, exkluderande vissa inofficiella matcher där tidningar presenterat domen, omfattar 65 segrar (48 på KO), 1 förlust och 1 oavgjord.

### Webbkällor
- Tunney på boxrec.com